# Хасан-пашина џамија у Београду
Хасан-пашина џамија у Београду била је једна од многобројних џамија која је изграђена око 1740. године на простору испред јаничарске касарне и других објеката подигнутих поред ње, у Доњем граду Београдске тврђаве.

## Предуслови
Београд се од средњовековне вароши коју је одликовао несметани развој скоро два пуна века, за време владавине Османлија трансформисао у оријенталну варош. Комплекс јавних грађевина, чаршија и махале чиниле су основну карактеристику балканско-оријенталне урбане културе Београда. У њему су за јавне грађевине увек бирана места на неком узвишењу, где је џамија са својим минаретом требло да доминира околином.
Џамије на тлу Београда закључно са 17 веком грађене су у класичном цариградском стилу. Један од таквих примера је Хасан-пашина џамија у Београду, изграђена 1740. године.

## Историја
Хасан-пашину џамију је подигао београдски јаничар-ага, Сеид-Хасан паша, каснији велики везир, па је џамија често називана и бивша џамија великог везира.
Након што је оштећена 1806. године, поправљена је 20 година касније, да би јој између 1865. и 1876. године био срушен минарет. Рушење минарета али и податак да су Турци почели да напуштају Београдску тврђаву џамија је почела да пропада. Потом су је Срби преименовали у магацин.
Иако је познато да је изгорела за време Другог светског рата, не зна се тачно када је коначно порушена.

## Архитектура
Била је подигнута у стилу турског барока, карактеристичног за објекте овог типа и тог историјског раздобља када је саграђена. Ова двоспратно решена грађевина била је са четворосливним кровом и минаретом, не посебно високим. Једини украс пружали су спратни и поткровни венци фасада једноставне профилације, као и низ залучених спратних отвора.